# Hypochrysops aurifer
Hypochrysops aurifer är en fjärilsart som beskrevs av Grose-smith 1808. Hypochrysops aurifer ingår i släktet Hypochrysops och familjen juvelvingar. Inga underarter finns listade i Catalogue of Life.